# Fußball-Landesklasse Sachsen-Anhalt 1950/51
Die Fußball-Landesklasse Sachsen-Anhalt 1950/51 war die dritte Austragung der Fußball-Landesklasse Sachsen-Anhalt. Nach der Einführung der DDR-Liga war die Landesklasse ab dieser Spielzeit nur noch drittklassig. Die Landesklasse wurde in dieser Saison auf eine Staffel mit 16 Mannschaften verkleinert, im Rundenturnier wurde der sachsen-anhaltische Meister und Aufsteiger in die DDR-Liga ermittelt. Die BSG Stahl Magdeburg setzte sich mit fünf Punkten Vorsprung vor der BSG Genossenschaft Halle durch und stieg in die DDR-Fußball-Liga 1951/52 auf.
Zur kommenden Spielzeit wurde die Landesklasse nochmals auf 14 Mannschaften verkleinert, daher stiegen drei Vereine in dieser Spielzeit in die Bezirksklassen ab. Die Bildung der Betriebssportgemeinschaften war weiter fortgeschritten, und bis auf die beiden Polizeisportgemeinschaften aus Eisleben und Magdeburg, sowie die SG Eintracht Hötensleben traten zum ersten Mal nur Betriebssportgemeinschaften an.

## Abschlusstabelle
| Pl. | Verein                                 | Sp. | Tore    | Quote | Punkte |
| --- | -------------------------------------- | --- | ------- | ----- | ------ |
| 01. | BSG Stahl Magdeburg                    | 30  | 104:360 | 2,89  | 53:70  |
| 02. | BSG Genossenschaft Halle               | 30  | 103:400 | 2,58  | 48:12  |
| 03. | BSG Hermann Fahlke Sandersdorf         | 30  | 89:46   | 1,93  | 41:19  |
| 04. | BSG Einheit Bernburg a                 | 30  | 75:38   | 1,97  | 40:20  |
| 05. | BSG Chemie Bitterfeld b                | 30  | 76:54   | 1,41  | 37:23  |
| 06. | BSG Chemie Agfa Wolfen (N)             | 30  | 49:43   | 1,14  | 34:26  |
| 07. | BSG Chemie Eilenburg c                 | 30  | 63:58   | 1,09  | 32:28  |
| 08. | BSG Einheit Magdeburg d                | 30  | 68:62   | 1,10  | 30:30  |
| 09. | BSG Motor Schönebeck e                 | 30  | 45:73   | 0,62  | 25:35  |
| 10. | BSG Union Köthen f                     | 30  | 51:78   | 0,65  | 25:35  |
| 11. | SG Volkspolizei Eisleben (N)           | 30  | 60:78   | 0,77  | 24:36  |
| 12. | BSG Einheit Salzwedel g                | 30  | 58:69   | 0,84  | 22:38  |
| 13. | BSG Ernst Thälmann Klein Wanzleben (N) | 30  | 50:83   | 0,60  | 22:38  |
| 14. | SG Eintracht Hötensleben h             | 30  | 62:93   | 0,67  | 20:40  |
| 15. | BSG Reichsbahn Aschersleben i          | 30  | 41:90   | 0,46  | 18:42  |
| 16. | SG Volkspolizei Magdeburg (N)          | 30  | 39:92   | 0,42  | 09:51  |

| (N) | Aufsteiger aus den Bezirksklassen |